# Río Brenta
El río Brenta es un corto río costero del norte de Italia. De 174 km de longitud, recorre las provincias de Belluno, Padua, Trento, Venecia y Vicenza.
Nace de los lagos Levico y Caldonazzo en la provincia de Trento. Fluye a través del Valle de la Valsugana en la región del Trentino-Alto Adigio, entra en el Véneto por la población de Bassano del Grappa y acaba desembocando en el mar Adriático cerca de la localidad de Chioggia.

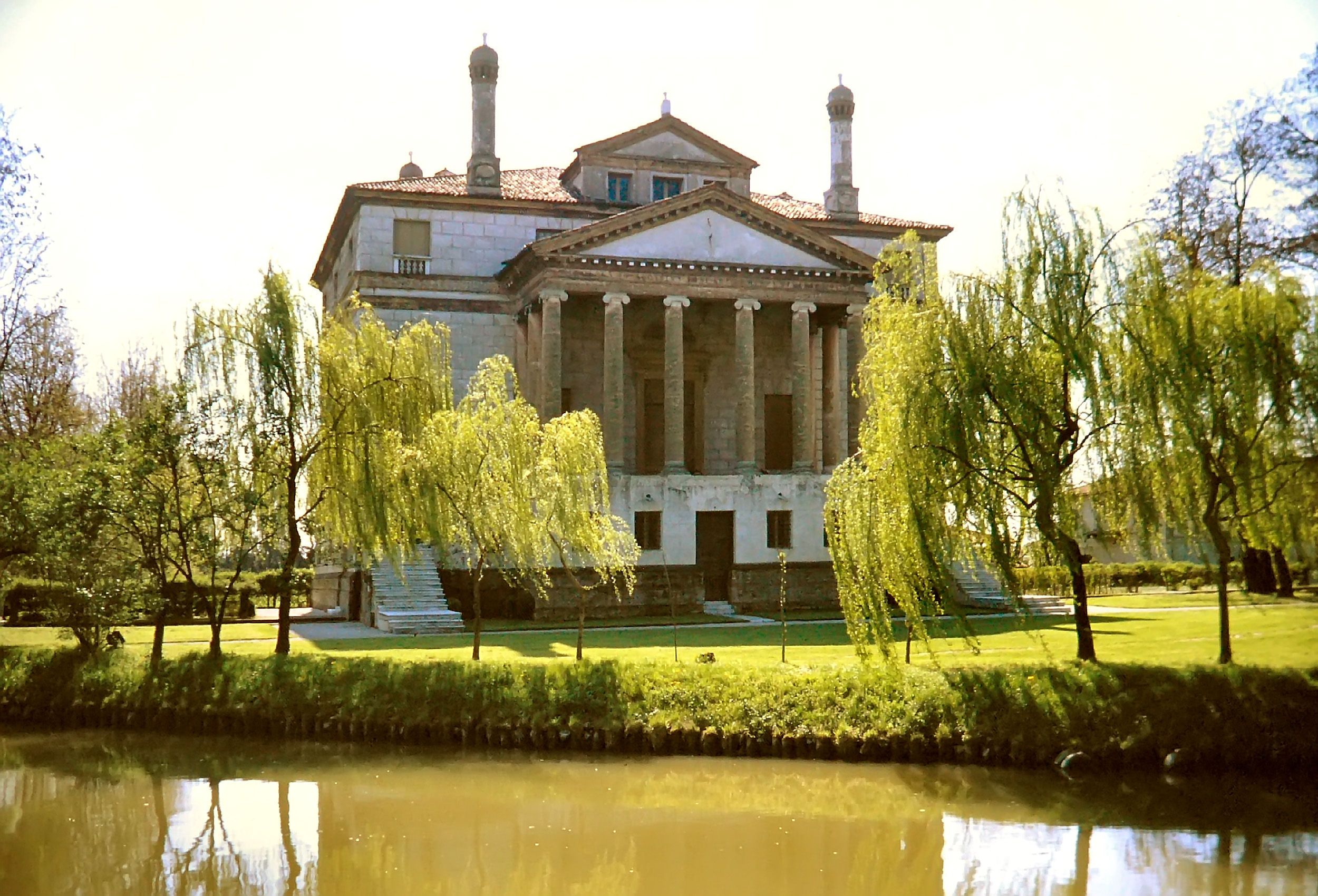
Villa Foscari, situada en Mira, a orillas del Canal Brenta.